# Jelcz M121I
Jelcz M121I — польский городской автобус большой вместимости, выпускавшийся компанией Jelcz в 2005—2008 годах. Пришёл на смену автобусу Jelcz M121M.

## История
Автобус Jelcz M121I серийно производился с 2005 года. Он оснащался дизельным двигателем внутреннего сгорания Iveco F4AE0682C.
1 января 2006 года автобус был модернизирован и получил название Jelcz Mastero. С декабря того же года он оснащался дизельным двигателем внутреннего сгорания Iveco F4AE3682E стандарта Евро-4 мощностью 264 л. с.
В конце 2007 года автобус был вновь модернизирован. Производство завершилось в октябре 2008 года.
В 2011 году выпускались небольшими партиями троллейбусы Jelcz M121E4.